# Magnus Uggla
Pour les articles homonymes, voir Uggla.
Per Allan Magnus Claësson Uggla (prononciation [pæːr ˈalːan ˈmaŋnɵs ˈklɑːsɔn ˈɵɡːla] ; né le 18 juin 1954 à Stockholm) est un artiste suédois.

## Discographie
Magnus Uggla a enregistré 16 albums studio :
- 1975 : Om Bobbo Viking
- 1976 : Livets teater
- 1977 : Va ska man ta livet av sig för när man ändå inte får höra snacket efteråt
- 1978 : Vittring
- 1980 : Den ljusnande framtid är vår
- 1983 : Välkommen till folkhemmet
- 1986 : Den döende dandyn
- 1987 : Allting som ni gör kan jag göra bättre
- 1989 : 35-åringen
- 1993 : Alla får påsar
- 1997 : Karaoke
- 2000 : Där jag är e're alltid bäst
- 2004 : Den tatuerade generationen
- 2006 : Ett bedårande barn av sin tid
- 2007 : Pärlor åt svinen
- 2010 : Karl Gerhard passerar i revy.